# Блакитний ангел
«Блакитний ангел» (нім. Der blaue Engel) — фільм режисера Джозефа фон Штернберга, знятий за мотивами роману Генріха Манна «Вчитель Гнус, або Кінець одного тирана» на студії «УФА».

## Сюжет
Дія «Блакитного ангела» розгортається в портовому містечку імовірно на початку 1920-х років або трохи раніше. Учитель старших класів гімназії професор Рат (Еміль Яннінгс) ненавидить людей і свободу, злісно знущається над школярами. Дізнавшись, що його учні відвідують співачку з кабачка «Блакитний ангел», він з'являється у неї із погрозами, але і сам потрапляє під чари Лоли-Лоли. Рат проходить усі стадії моральної деградації. Він одружується на співачці і вирушає разом з нею на гастролі.
Поки трупа кочує з міста до міста, Лола-Лола (Марлен Дітріх) піддає чоловіка приниженням. Рат стає тягарем для естрадного театру. Трупа повертається в рідне місто Рата. На виставі — аншлаг. Вийшовши на сцену, колишній учитель кричить півнем, потім збігає з підмостків і починає душити Лолу-Лолу. Актори приходять їй на допомогу. Рат прокрадається до свого колишнього класу і там помирає. Лола-Лола, коли її чоловік йде помирати, співає пісню «Якщо згорають крила, я не винна».

## У ролях
| Актор                  | Роль                     |
| ---------------------- | ------------------------ |
| Еміль Яннінгс          | професор Іммануїл Рат    |
| Марлен Дітріх          | Лола-Лола                |
| Курт Геррон            | Кіперт, фокусник         |
| Роза Валетті           | Густа, дружина фокусника |
| Ганс Альберс           | Мазеппа, силач           |
| Рейхгольд Бернт        | клоун                    |
| Едуард фон Вінтерштайн | директор школи           |
| Ганс Рот               | сторож середньої школи   |
| Рольф Мюллер           | учень                    |
| Ільза Фюрстенберг      | служниця Рата            |
| Вольфганг Штаудте      | гімназист                |

## Історія створення
Фон Штернберг називав цей фільм історією «падіння закоханої людини» і називав Рата «самовдоволеним типом з приниженою гідністю». Деякі критики розглядали фільм як алегорію довоєнної Німеччини, але фон Штернберг абсолютно ясно давав зрозуміти, що не збирався зачіпати політичну обстановку: «Був 1929 рік, Німеччина не була розділена, хоча справжня Німеччина, її школи і інші місця, показані у фільмі, були не німецькі, і реальність перестала мене цікавити. Зображення Марлен Дітріх як чарівної співачки нічного клубу не лише закріпило її в ролі «зірки», але і створило сучасне втілення жінки-лисиці. Лола-Лола, що виконує пісню (написану Фрідріхом Холлендером, Робертом Лібманом і Семом Вінстоном), відкрила собі вільний шлях в серці Рата. Смуток, хвилювання і простота розповіді, помножені на прекрасну роботу фон Штернберга, поза сумнівом, створили блискучий успіх як в Німеччині, так і в Америці.
У «Блакитному ангелові» фон Штернберг уперше представив світу Марлен Дітріх (в головній ролі). Проте чуттєвість її героїні викликала безліч двояких випадів. У Пасадені (Каліфорнія) цензор С. В. Ковен визнав поведінку Лоли-Лоли образливою. Хоча, у результаті обидва фільми «Блакитний ангел» (зняті німецькою і англійською мовами) і нині вважаються класикою.
Фільм розглядався як випад проти німецької буржуазії, більш того, проти одного з керівників UFA Альфреда Гугенберга — активного прибічника націонал-соціалістичної партії. Фільм був заборонений в нацистській Німеччині в 1933 році, як і усі твори Генріха Манна і Карла Цукмаєра. Проте, відомо, що Гітлер часто переглядав цей фільм у своєму приватному кінозалі і був сильно засмучений, коли Дітріх перейшла Рейн у формі американської армії, за декілька днів до його самогубства.
Фільм знімався в двох варіантах - німецькою і англійською мовами. У англійській версії Дітріх перетворилася на американську співачку. Штернберг вимагав від Марлен чистої вимови. Інші актори говорили англійською з німецьким акцентом, що відповідало авторському задуму. Довгий час англійська версія фільму вважалася втраченою, але пізніше була знайдена в німецькому архіві кіно.

## Художнє значення
Попри те, що з моменту впровадження в кінематографі технології озвучування пройшов надто короткий термін, фільм вийшов виключно звуковим по композиції. Рішуча відмова від «німої» акторської техніки у виконанні ролей і гармонійне і уміле використання звукових прийомів свідчать про потужність німецької кінематографічної школи першої половини XX століття, що зуміла швидко сприйняти нові художньо-виразні засоби.

## Музика
- «Ich bin von Kopf bis Fuß auf Liebe eingestellt» («Falling in Love Again»)
- «Ich bin die fesche Lola» («They Call Me Naughty Lola»)
- «Nimm Dich in Acht vor blonden Frau'n» («Those Charming Alarming Blond Women»)
- «Kinder, heut' abend, da such' ich mir was aus» («A Man, Just a Regular Man»)
- «Ein Mädchen oder Weibchen wünscht Papageno sich!» («A girl or a little wife, wishes Papageno») — на основі музики Моцарта для «Чарівної флейти»

## Цікаві факти
- Фільм «Блакитний ангел» — перший звуковий фільм за участю Марлен Дітріх, з цього фільму розпочалася її блискуча кар'єра в кіно в ролі фатальної спокусниці.
- У одному з епізодів кінофрески «Загибель богів» актор Гельмут Бергер в жіночій сукні пародіює пісню, яку Марлен Дітріх виконувала в «Блакитному ангелові».